# Jack Moore
 (mars 2021).
Si vous disposez d'ouvrages ou d'articles de référence ou si vous connaissez des sites web de qualité traitant du thème abordé ici, merci de compléter l'article en donnant les références utiles à sa vérifiabilité et en les liant à la section « Notes et références ».
Jack Moore, né le 24 juin 1905 et mort le 21 novembre 1975, était un ministre américain de la délivrance de Shreveport en Louisiane. Il a fait campagne pendant le Healing Revival des années 1950 en tant que ministre et directeur de William Branham. Il a travaillé avec Gordon Lindsay pour produire le magazine Voice of Healing qui est ensuite devenu Christ for the Nations en 1971.
La bibliothèque du Christ for the Nations Institute, Jack Moore Hall, est nommée en son honneur.